# Paulo Teixeira de Camargo
Paulo Teixeira de Camargo (Campinas, 25 de novembro de 1902 - São Paulo, 3 de outubro de 1982) foi um advogado, promotor público e professor brasileiro.
Diplomou-se na Faculdade de Direito de São Paulo em 1928, na chamada "Primeira Turma do Século".
Foi co-fundador da Faculdade de Direito de São José dos Campos, ocupando a catedra de Teoria Geral do Estado.
Fundou também a Faculdade de Direito de São Bernardo do Campo, tendo ocupado o cargo de Diretor (1964-1973). Nesse estabelecimento de ensino, ocupou a catedra de Direito Constitucional. Foi paraninfo de sua primeira Turma, em 1969.